# (213008) 1995 DB3
1995 دي بي 3 (ويعرف أيضًا باسم (213008) 1995 دي بي 3 وفق تسمية الكوكب الصغير) (بالإنجليزية: 1995 DB3)‏ هو كويكب ضمن حزام الكويكبات؛ وترتيبه 213008 من حيث الاكتشاف.
اكتُشف هذا الجُرم الفلكي بواسطة روبرت إتش ماكنوت في 24 فبراير 1995.

## وصلات خارجية
- (213008) 1995 DB3 في قاعدة بيانات مختبر الدفع النفاث لأجرام النظام الشمسي الصغيرة

- الاكتشاف · مخطط المدار ·  العناصر المدارية · المعلمات المادية

- (213008) 1995 DB3 على موقع ويكي سكاي: DSS2, SDSS, GALEX, IRAS, Hydrogen α, X-Ray, Astrophoto, Sky Map, Articles and images